# Puskakari (ö i Birkaland, Sydvästra Birkaland)
Puskakari är en ö i Finland. Den ligger i sjön Mouhijärvi och i kommunen Sastamala i den ekonomiska regionen  Sydvästra Birkaland och landskapet Birkaland, i den sydvästra delen av landet, 190 km nordväst om huvudstaden Helsingfors. Öns största längd är 40 meter i öst-västlig riktning.